# Interstate 15
Pour les articles homonymes, voir I15 et Route 15.
L'Interstate 15 (abrégé en I-15, , en Californie du Sud The 15) est une autoroute inter-États américaine parcourant le Montana, l'Idaho, l'Utah, l'Arizona, le Nevada, et la Californie. C'est un axe majeur du trafic routier de ce dernier État, ainsi que la première route de transport de l’agglomération de Salt Lake City. L'autoroute permet aussi de relier la Californie du Sud à Las Vegas, et est ainsi très fréquentée par les touristes qui s’y rendent, plus de 44 000 véhicules traversant la frontière entre la Californie et le Nevada par jour en 2023.
Un projet de construction de train à sustentation magnétique suivant le tracé de l'I-15 entre la Californie et Las Vegas a été envisagé mais le 22 avril 2024, c'est un chantier pour une ligne de train de grande vitesse classique nommé Brightline West devant entrer en service en 2028 qui débute.

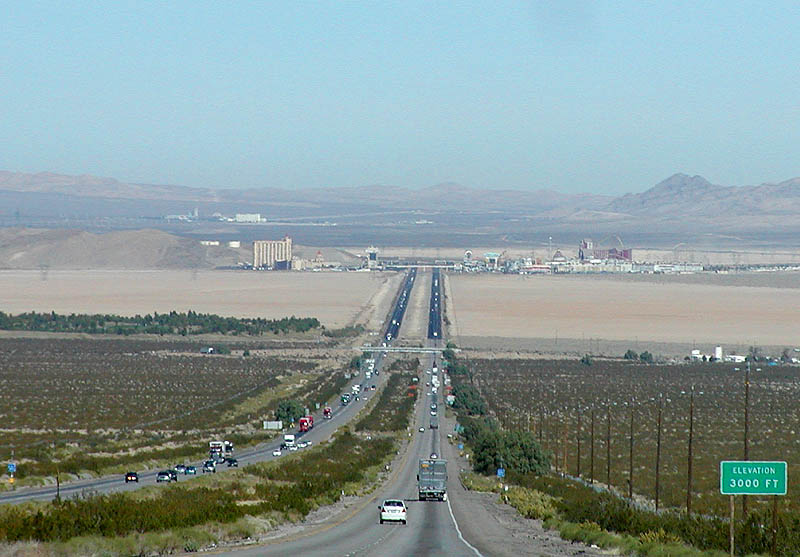
L'Interstate 15 dans la Vallée d'Ivanpah.

## Distances
| Milles | km    | État       |
|        |       |            |
| 293    | 462   | Californie |
| 124    | 200   | Nevada     |
| 29     | 47    | Arizona    |
| 401    | 645   | Utah       |
| 196    | 315   | Idaho      |
| 397    | 637   | Montana    |
|        |       |            |
| 1 441  | 2 307 | Total      |

## Description du trajet

### Californie

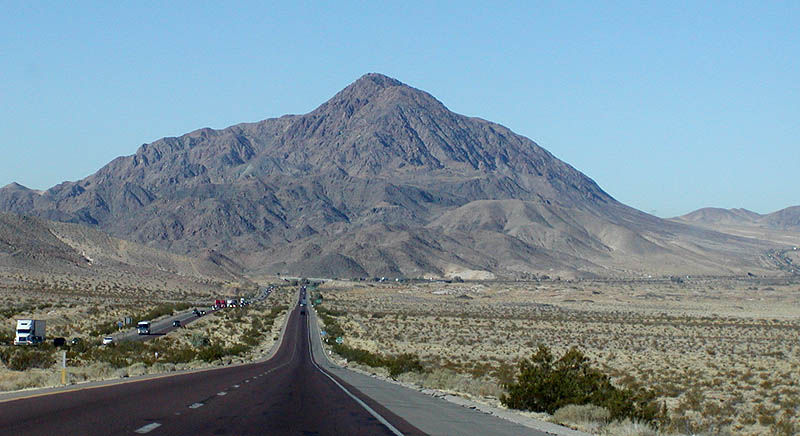
Cave Mountain, dans le désert de Mojave, vu de l'Interstate 15.

Le terminus sud de l'I-15 est situé à l'échangeur I-5/I-15, 4 miles au sud-est du centre-ville de San Diego. L'interstate 15 traverse ensuite la ville de San Diego tout en croisant l'Interstate 8 et l'Interstate 805. 30 miles au Nord du centre-ville de San Diego, l'autoroute traverse la ville d'Escondido, puis elle traverse ensuite les monts Santa Ana. À Murrieta, au mile 63, elle croise l'Interstate 215, contournant les villes de Corona, Ontario et Fontana, passant par San Bernardino. Du mile 95 au mile 124, l'I-15 à une trajectoire Nord-Sud tout en traversant les villes de Corona, Ontario, Rancho Cucamonga et Fontana. Au mile 109, elle croise l'Interstate 10, au mile 115, l'Interstate 210 et au mile 123, l'Interstate 215. Du mile 124 au mile 137, l'autoroute traverse le Cajon Canyon, et durant cette section, l'autoroute est très sinueuse. Elle traverse ensuite les villes de Hesperia et de Victorville avant d'arriver à Barstow, village-relais du désert Mojave. Au mile 181, l'interstate 15 croise l'Interstate 40, et cet échangeur en est son terminus Ouest. Elle traverse ensuite le désert Mojave et au mile 279, l'autoroute atteint son point le plus haut, soit 4730 pieds au-dessus du niveau de la mer. 14 miles plus loin, l'autoroute traverse la frontière de la Californie et du Nevada, après avoir parcouru 293 miles en Californie.

### Nevada

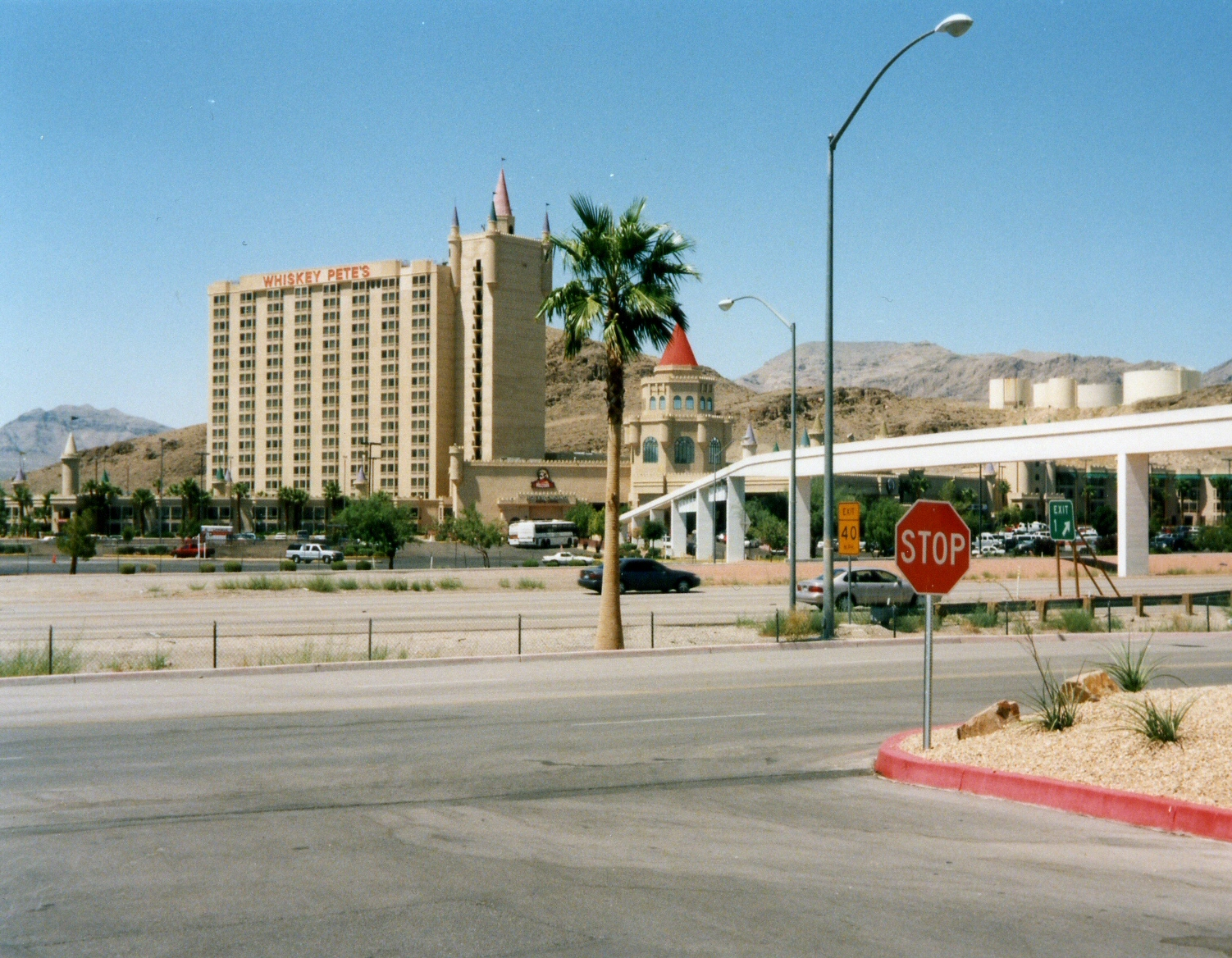
La frontière de la Californie et du Nevada (à la hauteur du panneau stop) et la ville de Primm à droite, collée sur la frontière.

Après avoir traversé les villes Primm (mile 1) et Jean (mile 12), l'Interstate 15 traverse dans une trajectoire Nord-Sud la ville de Las Vegas, ville la plus populeuse de l'État du Nevada. Il ne faut pas oublier que l'Interstate 15 passe à quelques mètres du Las Vegas Strip, endroit où se situent les fameux casinos de la ville. L'autoroute possède 1 route auxiliaire, soit l'Interstate 215 (au sud). Elle poursuit ensuite sa route dans le désert et traverse Moapa (sortie 90). 2 miles à l'est de la sortie pour Mesquite (sortie 122), elle traverse la frontière du Nevada et de l'Arizona après avoir parcouru 124 miles dans l'État.

### Arizona
La section la plus sinueuse de l'Interstate 15 se trouve en Arizona, entre Littlefield (sortie 8) et la frontière avec l'Utah (mile 29). En effet, cette section particulièrement dangereuse de l'autoroute possède de multiples courbes extrêmement serrée. C'est la section d'une interstate la plus sinueuse de l'Ouest des États-Unis après l'Interstate 70 au Colorado près de Vail. L'interstate 15 ne parcourt que 29 en Arizona ce qui en fait l'autoroute possédant la moins grande distance en traversant un État au complet de tout l'Ouest Américain.

### Utah

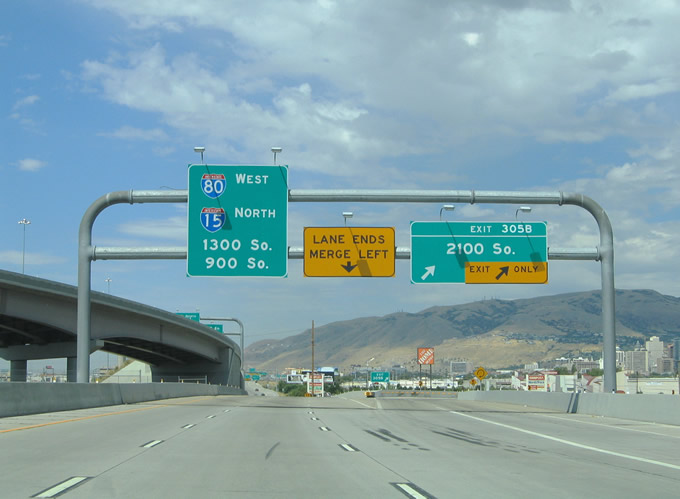
La sortie 308 de l'Interstate 15 à Salt Lake City en direction de l'Interstate 80 Ouest vers Reno, Nevada.

8 miles au nord-est de la frontière de l'Arizona et de l'Utah, l'interstate 15 traverse la ville de St George. Elle suit ensuite une longue chaîne de montagnes située entre St George et Salt Lake City dans une trajectoire Nord-est/Sud-Ouest et Nord/Sud. Au mile 59, elle traverse Cedar City et traverse ensuite une région agricole, et c'est l'un des deux endroits aux États-Unis où la limite de vitesse est de 80 miles par heure (129 km/h), l'autre endroit étant sur l'Interstate 10 près de Fort Stockton au Texas. Au mile 132, elle croise l'Interstate 70, ayant une longueur de 2150 miles reliant Denver à Philadelphie passant par Kansas City, Saint-Louis, Indianapolis, Dayton et finalement Pittsburgh. Revenons à l'Interstate 15: elle poursuit sa route vers le Nord après Cove Fort. Au mile 225, elle traverse la petite municipalité de Nephi et 25 miles au Nord, elle longe le Lac Utah, traversant ainsi les villes de Provo, Orem et American Fork. Elle fait alors son entrée dans Salt Lake City en ayant une trajectoire Nord-Sud dans la ville. Au mile 298, elle croise l'Interstate 215, autoroute de contournement de Salt Lake City et au mile 304, elle croise l'Interstate 80 EST en direction de Cheyenne au Wyoming (sorties 304A, 305A et 305B). L'Interstate 15 forme alors un multiplex avec l'interstate 80 pendant 4 miles tout en frôlant le centre-ville de la capitale de l'Utah. Au mile 308, elle croise l'interstate 80 OUEST en direction de Reno au Nevada. 30 miles au nord de Salt Lake City, elle traverse la ville d'Ogden, croisant ainsi l'Interstate 84 EST, reliant Ogden à l'interstate 80 en direction de Cheyenne. L'interstate 15 suit alors la rive est du Grand lac salé en formant un multiplex avec l'Interstate 84. Au mile 379, elle croise l'Interstate 84 OUEST en direction de Portland Oregon et de Kennewick (Washington) (three-cities). l'interstate 15 reprend alors une trajectoire Nord-Sud et 22 miles au nord de l'échangeur I-84/I-15, elle traverse la frontière de l'Utah et de l'Idaho après avoir parcouru 401 miles dans l'État.

### Idaho
Quelque 45 miles au nord après avoir traversé la ville de Malad City (sortie 23), l'Interstate 15 fait son entrée dans la ville de Pocatello (sorties 67, 69 et 71), la troisième ville en importance dans l'Idaho après Boise et Idaho Falls. Au mile 72, elle croise l'Interstate 86 ouest en direction de l'Interstate 84 OUEST pour rejoindre la capitale de l'État, Boise. 20 miles au nord de Pocatello, l'autoroute traverse Blackfoot (sortie 93) et suit ensuite dans une trajectoire Nord-Est/Sud-Ouest la Snake River. Elle fait alors son entrée dans Idaho Falls, deuxième ville en importance dans l'État. Après les sorties 118 et 119 (Idaho Falls), elle reprend sa trajectoire Nord-Sud habituelle en traversant les plaines agricoles de l'Idaho oriental. Au mile 195, elle atteint son plus haut point dans l'État, soit 6823 pieds au-dessus du niveau de la mer. C'est aussi à cet endroit précis qu'elle traverse la frontière de l'Idaho et du Montana après avoir parcouru 196 miles dans l'État.

### Montana

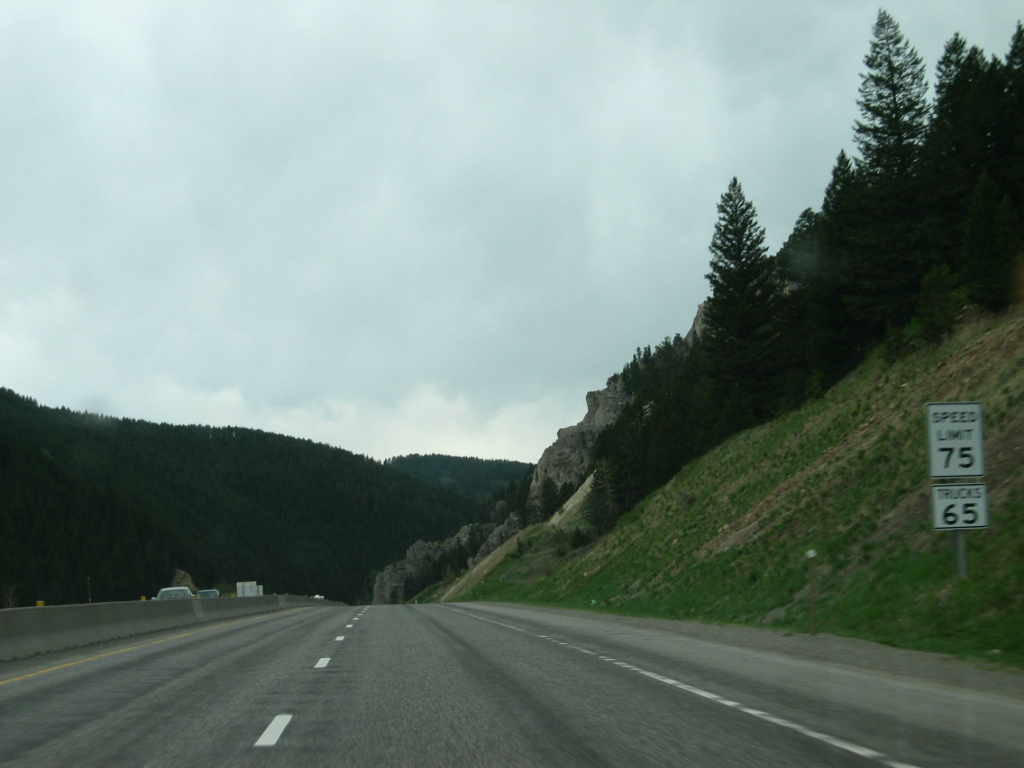
L'Interstate 15 dans le Garnet Range au mile 134, tout près de Butte.

Durant ses 45 premiers miles dans l'État, elle suit la Red Rock river tout en traversant les villes de Lima, Dell, Kid et Red Rock. Elle prend alors une trajectoire Nord-Est/Sud-Ouest pour aller rejoindre le village de Dillon (sortie 62). Elle traverse ensuite dans une trajectoire Nord-Sud les Pioneer mountains pour aller rejoindre l'Interstate 90 (sortie 121). L'interstate 15 prend alors une trajectoire Est-Ouest car elle forme un multiplex avec l'Interstate 90 pendant 8 miles, contournant la ville de Butte. Au mile 124 de l'Interstate 15 (et mile 222 de l'Interstate 90), elles croisent l'Interstate 115, reliant les autoroutes au centre-ville de Butte. Au mile 129, l'Interstate 15 reprend sa trajectoire Nord-Sud en se détachant du multiplex avec l'Interstate 90. Entre les miles 129 et 256, l'autoroute est sinueuse, traversant le Garnet Range. Au mile 193, l'autoroute contourne la capitale de l'État, soit la ville d'Helena, fameuse pour sa viande savoureuse. 80 miles au nord d'Helena, elle rejoint la ville de Great Falls. Au mile 278, elle croise l'Interstate 315 (non-numérotée mais plutôt numérotée US route 89 est) en direction du centre-ville de Great Falls, puis l'interstate 15 bifurque ensuite vers le Nord-Ouest pour aller rejoindre la ville de Vaughn (sortie 290). Elle traverse ensuite dans une trajectoire Nord-Sud les plaines du Nord du Montana. Au mile 339, elle traverse la ville de Conrad et au mile 363 (jonction avec l'U.S. Route 2), elle traverse la ville de Shelby. 35 miles au nord de Shelby, elle atteint finalement la frontière canado-américaine à Sweet Grass après avoir parcouru 398 miles dans le Montana et après avoir traversé 6 États. L'Interstate 15 se change en Alberta route 4 (ALB4) en direction de Lethbridge et de Calgary.

## Liste des sorties

### Californie
| Interstate 15                                                                        |                                 |        |                                                                               |                                                                               |                                                                               | |
| Comté                                                                                | Municipalité                    | mi     | km                                                                            | Sortie                                                                        | Intersections / Destinations                                                  | Notes |
| San Diego                                                                            | San Diego                       | 0,00   | 0,00                                                                          |                                                                               | 32nd Street vers Harbor Drive                                                 | Intersection à niveau |
| San Diego                                                                            | San Diego                       | 0,41   | 0,66                                                                          | 1A                                                                            | Main Street                                                                   | Sortie direction sud, entrée direction nord; terminus sud                                                                     |
| San Diego                                                                            | San Diego                       | 0,55   | 0,89                                                                          | 1B-C                                                                          | I-5 – National City, Chula Vista                                              | Sortie direction sud, entrée direction nord; indiqué sortie 1B (nord) et 1C (sud); sortie 13A de l'I-5                        |
| San Diego                                                                            | San Diego                       | 0,77   | 1,24                                                                          | 1D                                                                            | Ocean View Boulevard / Imperial Avenue                                        | Indiqué sortie 1 en direction nord                                                                                            |
| San Diego                                                                            | San Diego                       | 1,85   | 2,98                                                                          | 2A                                                                            | Market Street                                                                 | |
| San Diego                                                                            | San Diego                       | 2,23   | 3,59                                                                          | 2B-C                                                                          | SR 94 (M.L. King Jr. Freeway) / Home Avenue                                   | Indiqué sortie 2B (est) et 2C (ouest) en direction nord; sortie en direction sud vers SR 94 à sortie 3; sortie 2A-C de SR 94  |
| San Diego                                                                            | San Diego                       | 3,37   | 5,42                                                                          | 3                                                                             | I-805 nord – Los Angeles                                                      | Sortie direction nord, entrée direction sud; sortie 14 de l'I-805                                                             |
| San Diego                                                                            | San Diego                       | 3,37   | 5,42                                                                          | 3                                                                             | I-805 sud vers SR 94 est                                                      | Sortie direction sud, entrée direction nord; sortie 14 de l'I-805                                                             |
| San Diego                                                                            | San Diego                       | 4,67   | 7,52                                                                          | 5A                                                                            | University Avenue / City Heights Transit Plaza                                | |
| San Diego                                                                            | San Diego                       | 5,05   | 8,13                                                                          | 5B                                                                            | El Cajon Boulevard – Boulevard Transit Plaza                                  | Ancienne US 80 |
| San Diego                                                                            | San Diego                       | 5,61   | 9,03                                                                          | 6A                                                                            | Adams Avenue                                                                  | |
| San Diego                                                                            | San Diego                       | 6,13   | 9,87                                                                          | 6Bt                                                                           | I-8 / Camino del Rio sud – Plages, El Centro                                  | Terminus nord de SR 15; sortie 7A-B de l'I-8                                                                                  |
| San Diego                                                                            | San Diego                       | 6,82   | 10,98                                                                         | 7                                                                             | Friars Road – SDCCU Stadium                                                   | Indiqué sortie 7A (est) et 7B (ouest) en direction nord                                                                       |
| San Diego                                                                            | San Diego                       | 8,37   | 13,47                                                                         | 8                                                                             | Aero Drive                                                                    | |
| San Diego                                                                            | San Diego                       | 9,25   | 14,89                                                                         | 9                                                                             | Balboa Avenue / Tierrasanta Boulevard                                         | |
| San Diego                                                                            | San Diego                       | 10,00  | 16,09                                                                         | 10                                                                            | Clairmont Mesa Boulevard                                                      | Sortie direction sud via sortie 11                                                                                            |
| San Diego                                                                            | San Diego                       | 10,58  | 17,03                                                                         | 11                                                                            | SR 52                                                                         | Sortie 7 de SR 52 |
| San Diego                                                                            | San Diego                       |        |                                                                               | —                                                                             | Voies express de l'I-15                                                       | Terminus sud des voies express                                                                                                |
| San Diego                                                                            | San Diego                       |        |                                                                               | —                                                                             | SR 163 (en) sud                                                               | Accès aux voies express seulement; sortie direction sud, entrée direction nord                                                |
| San Diego                                                                            | San Diego                       | 12,13  | 19,52                                                                         | 12                                                                            | SR 163 (en) sud (Cabrillo Freeway) – Centre-ville                             | Sortie direction sud, entrée direction nord                                                                                   |
| San Diego                                                                            | San Diego                       | 13,34  | 21,47                                                                         | 13                                                                            | Miramar Way                                                                   | Dessert Marine Corps Air Station Miramar                                                                                      |
| San Diego                                                                            | San Diego                       | 14,29  | 23,00                                                                         | 14                                                                            | Miramar Road / Pomerado Road                                                  | |
| San Diego                                                                            | San Diego                       | 15,01  | 24,16                                                                         | 15                                                                            | Carroll Canyon Road                                                           | |
| San Diego                                                                            | San Diego                       |        |                                                                               | —                                                                             | Hillery Drive – Mira Mesa                                                     | Accès aux voies express seulement                                                                                             |
| San Diego                                                                            | San Diego                       | 15,93  | 25,64                                                                         | 16                                                                            | Mira Mesa Boulevard                                                           | |
| San Diego                                                                            | San Diego                       | 17,32  | 27,87                                                                         | 17                                                                            | Mercy Road / Scripps Poway Parkway                                            | |
| San Diego                                                                            | San Diego                       | 17,82  | 28,68                                                                         | Pont de Los Peñsquitos Creek                                                  | Pont de Los Peñsquitos Creek                                                  | Pont de Los Peñsquitos Creek                                                                                                  |
| San Diego                                                                            | San Diego                       | 18,18  | 29,26                                                                         | 18                                                                            | Poway Road / Rancho Peñasquitos Boulevard                                     | |
| San Diego                                                                            | San Diego                       |        |                                                                               | —                                                                             | SR 56 ouest / Ted Williams Parkway                                            | Accès aux voies express seulement; sortie direction nord, entrée direction sud                                                |
| San Diego                                                                            | San Diego                       |        |                                                                               | —                                                                             | Sabre Springs-Peñasquitos Transit Station                                     | Accès aux voies express seulement                                                                                             |
| San Diego                                                                            | San Diego                       | 19,48  | 31,35                                                                         | 19                                                                            | SR 56 ouest (Ted Williams Freeway) / Ted Williams Parkway                     | Sortie 9 de SR 56 |
| San Diego                                                                            | San Diego                       | 20,58  | 33,12                                                                         | 21                                                                            | Carmel Mountain Road                                                          | |
| San Diego                                                                            | San Diego                       | 21,92  | 35,28                                                                         | 22                                                                            | Camino del Norte                                                              | |
| San Diego                                                                            | San Diego                       | 22,94  | 36,92                                                                         | 23                                                                            | Bernardo Center Drive                                                         | |
| San Diego                                                                            | San Diego                       |        |                                                                               | —                                                                             | George Cooke Express Drive – Rancho Bernardo                                  | Accès aux voies express seulement                                                                                             |
| San Diego                                                                            | San Diego                       | 23,69  | 38,13                                                                         | 24                                                                            | Rancho Bernardo Road                                                          | |
| San Diego                                                                            | San Diego                       | 26,03  | 41,89                                                                         | 26                                                                            | Pomerado Road / West Bernardo Drive                                           | |
| San Diego                                                                            | San Diego                       | 26,20  | 42,16                                                                         | Pont de Lake Hodges                                                           | Pont de Lake Hodges                                                           | Pont de Lake Hodges |
| San Diego                                                                            | Escondido                       | 26,98  | 43,42                                                                         | 27                                                                            | Via Rancho Parkway                                                            | |
| San Diego                                                                            | Escondido                       |        |                                                                               | —                                                                             | Del Lago Boulevard / Beethoven Drive                                          | Accès aux voies express seulement                                                                                             |
| San Diego                                                                            | Escondido                       | 27,66  | 44,51                                                                         | 28                                                                            | Centre City Parkway                                                           | Sortie direction nord, entrée direction sud                                                                                   |
| San Diego                                                                            | Escondido                       | 28,77  | 46,30                                                                         | 29                                                                            | Felicita Road / Citracado Parkway                                             | |
| San Diego                                                                            | Escondido                       | 30,10  | 48,44                                                                         | 30                                                                            | 9th Avenue / Auto Park Way                                                    | |
| San Diego                                                                            | Escondido                       | 30,63  | 49,29                                                                         | 31                                                                            | Valley Parkway – Centre-ville d'Escondido                                     | |
| San Diego                                                                            | Escondido                       |        |                                                                               | —                                                                             | Hale Avenue                                                                   | Accès réservé aux voies express; sortie direction nord, entrée direction sud                                                  |
| San Diego                                                                            | Escondido                       |        |                                                                               | —                                                                             | Voies express                                                                 | Terminus nord des voies express                                                                                               |
| San Diego                                                                            | Escondido                       | 31,52  | 50,73                                                                         | 32                                                                            | SR 78 – Oceanside, Ramona                                                     | Sortie 17 de SR 78 ouest; sortie 17A-B de SR 78 est                                                                           |
| San Diego                                                                            | Escondido                       | 32,87  | 52,90                                                                         | 33                                                                            | El Norte Parkway                                                              | |
| San Diego                                                                            | Escondido                       | 33,92  | 54,99                                                                         | 34                                                                            | Centre City Parkway / Country Club Lane                                       | Sortie direction sud, entrée direction nord                                                                                   |
| San Diego                                                                            |                                 | 36,64  | 58,97                                                                         | 37                                                                            | Deer Springs Road / Mountain Meadow Road                                      | |
| San Diego                                                                            | Bonsall                         | 40,85  | 65,74                                                                         | 41                                                                            | Gopher Canyon Road / Old Castle Road                                          | |
| San Diego                                                                            | Bonsall                         | 43,29  | 69,67                                                                         | 43                                                                            | Old Highway 395                                                               | Ancienne US 395 |
| San Diego                                                                            |                                 | 46,49  | 74,82                                                                         | 46                                                                            | SR 76 (en) – Pala, Oceanside, Ramona                                          | |
| San Diego                                                                            | Fallbrook                       | 50,59  | 81,42                                                                         | 51                                                                            | Mission Road – Fallbrook                                                      | |
| Limite San Diego–Riverside                                                           | Rainbow                         | 54,08  | 87,03                                                                         | 54                                                                            | Rainbow Valley Boulevard                                                      | |
| Riverside                                                                            | Temecula                        | 57,70  | 92,86                                                                         | 58                                                                            | SR 79 (en) sud (Temecula Parkway) – Warner Springs, Indio                     | Terminus sud du multiplex avec SR 79                                                                                          |
| Riverside                                                                            | Temecula                        | 59,25  | 95,35                                                                         | 59                                                                            | Rancho California Road / Old Town Front Street                                | |
| Riverside                                                                            | Temecula                        | 60,88  | 97,98                                                                         | 61                                                                            | SR 79 (en) nord (Winchesta Road)                                              | Terminus nord du multiplex avec SR 79                                                                                         |
| Riverside                                                                            | Limite Temecula–Murrieta        | 61,68  | 99,26                                                                         | 62                                                                            | French Valley Parkway                                                         | Sortie en direction sud seulement                                                                                             |
| Riverside                                                                            | Murrieta                        | 63,00  | 101,39                                                                        | 63                                                                            | I-215 nord (Escondido Freeway) – Riverside, San Bernardino                    | Sortie direction nord, entrée direction sud                                                                                   |
| Riverside                                                                            | Murrieta                        | 63,73  | 102,56                                                                        | 64                                                                            | Murrieta Hot Springs Road vers I-215 nord – Riverside                         | |
| Riverside                                                                            | Murrieta                        | 64,86  | 104,38                                                                        | 65                                                                            | California Oaks Road / Kalmia Street                                          | |
| Riverside                                                                            | Wildomar                        | 67,90  | 109,27                                                                        | 68                                                                            | Clinton Keith Road                                                            | |
| Riverside                                                                            | Wildomar                        | 69,34  | 111,59                                                                        | 69                                                                            | Wildomar Trail                                                                | |
| Riverside                                                                            | Wildomar                        | 70,56  | 113,56                                                                        | 71                                                                            | Bundy Canyon Road                                                             | |
| Riverside                                                                            | Lake Elsinore                   | 73,43  | 118,17                                                                        | 73                                                                            | Diamond Drive / Railroad Canyon Road                                          | |
| Riverside                                                                            | Lake Elsinore                   |        |                                                                               | 74                                                                            | Franklin Street                                                               | Échangeur proposé |
| Riverside                                                                            | Lake Elsinore                   | 75,21  | 121,04                                                                        | 75                                                                            | Main Street                                                                   | |
| Riverside                                                                            | Lake Elsinore                   | 76,54  | 123,18                                                                        | 77                                                                            | SR 74 (en) (Central Avenue) – San Juan Capistrano, Perris                     | |
| Riverside                                                                            | Lake Elsinore                   | 78,12  | 125,72                                                                        | 78                                                                            | Nichols Road                                                                  | |
| Riverside                                                                            | Lake Elsinore                   | 80,95  | 130,28                                                                        | 81                                                                            | Lake Street                                                                   | |
| Riverside                                                                            | Temescal Valley                 | 84,67  | 136,26                                                                        | 85                                                                            | Indian Truck Trail                                                            | |
| Riverside                                                                            | Temescal Valley                 | 87,54  | 140,88                                                                        | 88                                                                            | Temescal Canyon Road                                                          | |
| Riverside                                                                            | Corona                          | 89,91  | 144,70                                                                        | 90                                                                            | Weirick Road / Dos Lagos Drive                                                | |
| Riverside                                                                            | Corona                          | 91,08  | 146,58                                                                        | 91                                                                            | Cajalco Road                                                                  | |
| Riverside                                                                            | Corona                          |        |                                                                               | —                                                                             | Voies express de l'I-15                                                       | Terminus sud des voies express                                                                                                |
| Riverside                                                                            | Corona                          | 92,08  | 148,19                                                                        | 92                                                                            | El Cerrito Road                                                               | |
| Riverside                                                                            | Corona                          | 92,96  | 149,60                                                                        | 93                                                                            | Ontario Avenue                                                                | |
| Riverside                                                                            | Corona                          | 94,62  | 152,28                                                                        | 95                                                                            | Magnolia Avenue                                                               | |
| Riverside                                                                            | Corona                          |        |                                                                               | —                                                                             | Voies express de SR 91 (en) ouest                                             | Accès aux voies express seulement; sortie direction nord, entrée direction sud                                                |
| Riverside                                                                            | Corona                          | 95,77  | 154,13                                                                        | 96                                                                            | SR 91 (en) (Riverside Freeway) – Riverside, Beach Cities                      | Indiqué sortie 96A (ouest) et 96B (est) en direction sud; sortie 51 de SR 91                                                  |
| Riverside                                                                            | Limite Corona–Norco             | 97,14  | 156,33                                                                        | 97                                                                            | Hidden Valley Parkway                                                         | |
| Riverside                                                                            | Norco                           | 97,90  | 157,55                                                                        | 98                                                                            | Second Street                                                                 | |
| Riverside                                                                            | Norco                           | 99,87  | 160,73                                                                        | 100                                                                           | Sixth Street                                                                  | |
| Riverside                                                                            | Limite Eastvale–Jurupa Valley   | 102,53 | 165,01                                                                        | 103                                                                           | Limonite Avenue                                                               | |
| Riverside                                                                            | Limite Eastvale–Jurupa Valley   | 104,62 | 168,37                                                                        | 105                                                                           | Cantu-Galleano Ranch Road                                                     | |
| Riverside                                                                            | Limite Eastvale–Jurupa Valley   |        |                                                                               | —                                                                             | Voies express de l'I-15                                                       | Terminus nord des voies express                                                                                               |
| Riverside                                                                            | Limite Eastvale–Jurupa Valley   | 105,74 | 170,17                                                                        | 106                                                                           | SR 60 (en) (Pomona Freeway) – Los Angeles, Riverside                          | Indiqué sortie 106A (ouest) et 106B (est); sortie 41 de SR 60 est; sortie 41A en direction ouest                              |
| San Bernardino                                                                       | Ontario                         | 107,56 | 173,10                                                                        | 108                                                                           | Jurupa Street / Auto Center Drive                                             | |
| San Bernardino                                                                       | Ontario                         | 108,94 | 175,32                                                                        | 109                                                                           | I-10 (San Bernardino Freeway) – Los Angeles, San Bernardino, Indio            | Indiqué sortie 109A (ouest) et 109B (est) en direction sud; sortie 58A-B de l'I-10                                            |
| San Bernardino                                                                       | Rancho Cucamonga                | 109,60 | 176,38                                                                        | 110                                                                           | 4th Street                                                                    | |
| San Bernardino                                                                       | Rancho Cucamonga                | 111,85 | 180,01                                                                        | 112                                                                           | SR 66 (en) (Foothill Boulevard)                                               | Ancienne US 66 |
| San Bernardino                                                                       | Limite Rancho Cucamonga–Fontana | 113,26 | 182,27                                                                        | 113                                                                           | Base Line Road                                                                | |
| San Bernardino                                                                       | Limite Rancho Cucamonga–Fontana | 114,64 | 184,50                                                                        | 115                                                                           | SR 210 (Foothill Freeway) – Pasadena, San Bernardino, Redlands                | Indiqué sortie 115A (est) et 115B (ouest) en direction nord, inversement en direction sud; sortie 64A de SR 210; future I-210 |
| San Bernardino                                                                       | Fontana                         | 116,20 | 187,01                                                                        | 116                                                                           | Summit Avenue                                                                 | |
| San Bernardino                                                                       | Fontana                         | 117,58 | 189,23                                                                        | 118                                                                           | Duncan Canyon Road                                                            | |
| San Bernardino                                                                       | Limite Fontana–Rialto           | 119,39 | 192,14                                                                        | 119                                                                           | Sierra Avenue                                                                 | |
| San Bernardino                                                                       |                                 | 122,20 | 196,66                                                                        | 122                                                                           | Glen Helen Parkway                                                            | |
| San Bernardino                                                                       | San Bernardino                  | 122,92 | 197,82                                                                        | 123                                                                           | I-215 sud (Barstow Freeway Sud) / Devore Road                                 | Indications direction nord; sortie 54B de I-215                                                                               |
| San Bernardino                                                                       | San Bernardino                  | 122,92 | 197,82                                                                        | —                                                                             | I-15 Truck nord / Kenwood Avenue                                              | Terminus sud du contournement pour camions                                                                                    |
| San Bernardino                                                                       | San Bernardino                  | 122,92 | 197,82                                                                        | 123                                                                           | I-215 sud (Barstow Freeway Sud) – San Bernardino, Riverside                   | Indications direction sud; sortie 54B de I-215                                                                                |
| San Bernardino                                                                       | San Bernardino                  | 122,92 | 197,82                                                                        | —                                                                             | I-15 Truck sud                                                                | Terminus nord du contournement pour camions                                                                                   |
| San Bernardino                                                                       | San Bernardino                  | 124,10 | 199,72                                                                        | 124                                                                           | Kenwood Avenue                                                                | Indications direction sud |
| San Bernardino                                                                       |                                 | 129,15 | 207,85                                                                        | 129                                                                           | Cleghorn Road                                                                 | |
| San Bernardino                                                                       |                                 | 130,51 | 210,04                                                                        | 131                                                                           | SR 138 (en) – Palmdale, Silverwood Lake                                       | |
| San Bernardino                                                                       |                                 |        | Col de Cajon                                                                  |                                                                               |                                                                               | |
| San Bernardino                                                                       | Hesperia                        | 137,76 | 221,70                                                                        | 138                                                                           | Oak Hill Road                                                                 | |
| San Bernardino                                                                       | Hesperia                        | 139,53 | 224,55                                                                        | 140                                                                           | Ranchero Road                                                                 | |
| San Bernardino                                                                       | Hesperia                        | 141,47 | 227,67                                                                        | 141                                                                           | US 395 nord – Bishop, Adelanto                                                | Sortie direction nord, entrée direction sud; terminus sud de US 395                                                           |
| San Bernardino                                                                       | Hesperia                        | 141,47 | 227,67                                                                        | 141                                                                           | Joshua Street vers US 395 nord                                                | Sortie direction sud, entrée direction nord                                                                                   |
| San Bernardino                                                                       | Hesperia                        | 143,14 | 230,26                                                                        | 143                                                                           | Main Street – Hesperia, Phelan                                                | |
| San Bernardino                                                                       | Limite Hesperia–Victorville     | 146,73 | 236,14                                                                        | 147                                                                           | Bear Valley Road – Lucerne Valley                                             | |
| San Bernardino                                                                       | Victorville                     | 147,96 | 238,12                                                                        | 148                                                                           | La Mesa Road / Nisqualli Road                                                 | |
| San Bernardino                                                                       | Victorville                     | 149,65 | 140,84                                                                        | 150                                                                           | SR 18 (en) ouest (Palmdale Road)                                              | Terminus sud du multiplex avec SR 18                                                                                          |
| San Bernardino                                                                       | Victorville                     | 150,57 | 242,32                                                                        | 151A                                                                          | Roy Rogers Drive                                                              | |
| San Bernardino                                                                       | Victorville                     | 151,17 | 243,28                                                                        | 151B                                                                          | Mojave Drive                                                                  | |
| San Bernardino                                                                       | Victorville                     | 152,63 | 245,63                                                                        | 153A                                                                          | SR 18 (en) est – Victorville, Apple Valley                                    | Terminus nord du multiplex avec SR 18                                                                                         |
| San Bernardino                                                                       | Victorville                     | 152,71 | 245,76                                                                        | 153B                                                                          | E Street                                                                      | Sortie direction nord, entrée direction sud                                                                                   |
| San Bernardino                                                                       | Victorville                     | 153,54 | 247,10                                                                        | 154                                                                           | Stoddard Wells Road                                                           | |
| San Bernardino                                                                       | Apple Valley                    | 156,65 | 252,10                                                                        | 157                                                                           | Stoddard Wells Road – Bell Mountain                                           | |
| San Bernardino                                                                       | Apple Valley                    | 161,25 | 259,51                                                                        | 161                                                                           | Dale Evans Parkway – Apple Valley                                             | |
| San Bernardino                                                                       |                                 | 165,10 | 265,70                                                                        | 165                                                                           | Wild Wash Road                                                                | |
| San Bernardino                                                                       |                                 | 169,30 | 272,46                                                                        | 169                                                                           | Hodge Road                                                                    | |
| San Bernardino                                                                       | Barstow                         | 174,98 | 281,60                                                                        | 175                                                                           | Outlet Center Drive                                                           | |
| San Bernardino                                                                       | Barstow                         | 177,91 | 286,32                                                                        | 178                                                                           | Lenwood Road                                                                  | |
| San Bernardino                                                                       | Barstow                         | 179,25 | 288,47                                                                        | 179                                                                           | SR 58 (en) ouest – Bakersfield                                                | Sortie 234 de SR 58 en direction est vers I-15 sud                                                                            |
| San Bernardino                                                                       | Barstow                         | 180,76 | 290,91                                                                        | 181                                                                           | L Street / West Main Street                                                   | |
| San Bernardino                                                                       | Barstow                         | 182,69 | 294,01                                                                        | 183                                                                           | SR 247 (en) sud (Barstow Road)                                                | |
| San Bernardino                                                                       | Barstow                         | 183,56 | 295,41                                                                        | 184A                                                                          | I-40 est – Needles                                                            | Sortie direction nord, entrée direction sud; accès direction sud via sortie 184; terminus ouest de l'I-40                     |
| San Bernardino                                                                       | Barstow                         | 184,09 | 296,26                                                                        | 184B                                                                          | E. Main Street vers I-40 est – Needles                                        | Indiqué sortie 184 direction sud; ancienne US 66                                                                              |
| San Bernardino                                                                       | Barstow                         | 186,03 | 299,39                                                                        | 186                                                                           | Old Highway 58 ouest                                                          | |
| San Bernardino                                                                       |                                 | 188,74 | 303,75                                                                        | 189                                                                           | Fort Irwin Road                                                               | Dessert Fort Irwin |
| San Bernardino                                                                       |                                 | 190,98 | 307,35                                                                        | 191                                                                           | Ghost Town Road                                                               | Dessert la ville fantôme de Calico                                                                                            |
| San Bernardino                                                                       | Yermo                           | 193,78 | 311,86                                                                        | 194                                                                           | Calico Road – Yermo                                                           | |
| San Bernardino                                                                       | Yermo                           | 195,52 | 314,66                                                                        | 196                                                                           | Yermo Road – Yermo                                                            | |
| San Bernardino                                                                       |                                 | 196,00 | 315,43                                                                        | Poste d'inspection de l'agriculture (fermé; était en direction sud seulement) | Poste d'inspection de l'agriculture (fermé; était en direction sud seulement) | Poste d'inspection de l'agriculture (fermé; était en direction sud seulement)                                                 |
| San Bernardino                                                                       |                                 | 197,63 | 318,05                                                                        | 198                                                                           | Minneola Road                                                                 | |
| San Bernardino                                                                       |                                 | 205,55 | 330,80                                                                        | 206                                                                           | Harvard Road                                                                  | |
| San Bernardino                                                                       |                                 | 212,78 | 342,44                                                                        | 213                                                                           | Field Road                                                                    | |
| San Bernardino                                                                       |                                 | 216,76 | 348,84                                                                        | Aire de service Clyde V. Kane (sortie 217)                                    | Aire de service Clyde V. Kane (sortie 217)                                    | Aire de service Clyde V. Kane (sortie 217)                                                                                    |
| San Bernardino                                                                       |                                 | 220,73 | 355,23                                                                        | 221                                                                           | Afton Road                                                                    | |
| San Bernardino                                                                       |                                 | 229,57 | 369,46                                                                        | 230                                                                           | Basin Road                                                                    | |
| San Bernardino                                                                       |                                 | 233,38 | 375,59                                                                        | 233                                                                           | Rasor Road                                                                    | |
| San Bernardino                                                                       |                                 | 239,32 | 385,15                                                                        | 239                                                                           | Zzyzx Road – Zzyzx                                                            | |
| San Bernardino                                                                       | Baker                           | 244,95 | 394,21                                                                        | 245                                                                           | Baker Boulevard – Baker                                                       | Sortie direction nord, entrée direction sud                                                                                   |
| San Bernardino                                                                       | Baker                           | 245,72 | 395,45                                                                        | 246                                                                           | SR 127 (en) nord / Kelbaker Road – Death Valley                               | |
| San Bernardino                                                                       | Baker                           | 247,60 | 398,47                                                                        | 248                                                                           | Baker Boulevard – Baker                                                       | Sortie direction sud, entrée direction nord                                                                                   |
| San Bernardino                                                                       |                                 | 258,75 | 416,42                                                                        | 259                                                                           | Halloran Springs Road                                                         | |
| San Bernardino                                                                       |                                 | 264,71 | 426,01                                                                        | 265                                                                           | Halloran Summit Road                                                          | |
| San Bernardino                                                                       |                                 | 270,29 | 434,99                                                                        | Aire de service Valley Wells (sortie 270)                                     | Aire de service Valley Wells (sortie 270)                                     | Aire de service Valley Wells (sortie 270)                                                                                     |
| San Bernardino                                                                       |                                 | 271,88 | 437,55                                                                        | 272                                                                           | Cima Road                                                                     | |
| San Bernardino                                                                       |                                 | 280,61 | 451,60                                                                        | 281                                                                           | Bailey Road                                                                   | |
| San Bernardino                                                                       |                                 | 285,60 | 459,63                                                                        | 286                                                                           | Nipton Road                                                                   | |
| San Bernardino                                                                       |                                 |        | Poste d'inspection de l'agriculture (direction sud seulement); ouvert en 2018 |                                                                               |                                                                               | |
| San Bernardino                                                                       |                                 | 290,54 | 467,58                                                                        | 291                                                                           | Yates Well Road                                                               | |
| San Bernardino                                                                       |                                 | 295,37 | 475,35                                                                        |                                                                               | I-15 nord – Las Vegas                                                         | Continue au Nevada |
| - Terminus de multiplex - Péage - Accès incomplet - Transition de route - Non-ouvert |                                 |        |                                                                               |                                                                               |                                                                               | |

### Nevada
| Interstate 15                                                     |                                    |        |        |        |                                                                                          | |
| Comté                                                             | Municipalité                       | mi     | km     | Sortie | Intersections / Destinations                                                             | Notes |
| Clark                                                             | Primm                              | 0,00   | 0,00   | —      | I-15 sud (Barstow Freeway, Mojave Freeway) – San Bernardino, Los Angeles                 | Continue en Californie |
| Clark                                                             | Primm                              | 0,39   | 0,63   | 1      | Primm Boulevard – Primm                                                                  | |
| Clark                                                             | Jean                               | 12,63  | 20,33  | 12     | SR 161 (en) ouest (Goodsprings Road) – Jean, Goodsprings                                 | |
| Clark                                                             | Enterprise                         | 25,52  | 41,07  | 25     | Sloan (via Inspirada)                                                                    | |
| Clark                                                             | Enterprise                         | 27,84  | 44,80  | 27     | SR 146 (en) est (Saint Rose Parkway) / Southern Highlands Parkway – Henderson, Lake Mead | |
| Clark                                                             | Enterprise                         | 29,37  | 47,27  | 29     | Starr Avenue                                                                             | |
| Clark                                                             | Enterprise                         | 30,37  | 48,91  | 30     | Cactus Avenue                                                                            | |
| Clark                                                             | Enterprise                         | 31,36  | 50,47  | 31     | Silverado Ranch Boulevard                                                                | |
| Clark                                                             | Enterprise                         | 33,55  | 53,99  | 33     | SR 160 (en) (Blue Diamond Road) – Pahrump                                                | |
| Clark                                                             | Enterprise                         | 34,85  | 56,09  | 34     | I-215 est / CC 215 ouest / Las Vegas Boulevard – Aéroport McCaren, Henderson             | Sortie direction nord via sortie 33; future I-215 ouest; sortie 12 de l'I-215 |
| Clark                                                             | Paradise                           | 36,39  | 58,56  | 36     | Russell Road                                                                             | Indiqué sortie 35 en direction nord |
| Clark                                                             | Paradise                           | 37,40  | 60,19  | 37     | Tropicana Drive                                                                          | |
| Clark                                                             | Paradise                           | 38,35  | 61,72  | 38     | Flamingo Road                                                                            | Indiqué sortie 38A (ouest) et 38B (est) en direction sud |
| Clark                                                             | Paradise                           | 39,16  | 63,02  | 39     | Spring Mountain Road                                                                     | |
| Clark                                                             | Las Vegas                          | 40,55  | 65,26  | 40     | Sahara Avenue                                                                            | |
| Clark                                                             | Las Vegas                          | 41,47  | 66,74  | —      | Neon Gateway (Western Avenue)                                                            | Échangeur pour HOV |
| Clark                                                             | Las Vegas                          | 41,75  | 67,19  | 41     | SR 159 (en) (Charleston Boulevard)                                                       | Les rampes en direction nord incluent aussi les accès à Alta Drive, Bonneville Avenue et Grand Central Parkway                                                                          |
| Clark                                                             | Las Vegas                          | 42,89  | 69,02  | 42     | I-11 / US 93 sud / US 95 / Martin L. King Boulevard – Centre-ville, Phoenix, Reno        | Terminus nord des voies pour HOV; terminus sud du multiplex avec US 93; accès aux HOV à US 95 nord; indiqué sortie 42A (nord) et 42B (sud) en direction nord; sortie 76 de I-11 / US 95 |
| Clark                                                             | Las Vegas                          | 43,47  | 69,96  | 43     | D Street, City Parkway, Washington Avenue                                                | Indiqué sortie 44 en direction sud |
| Clark                                                             | North Las Vegas                    | 44,72  | 71,97  | 45     | Lake Mead Boulevard                                                                      | |
| Clark                                                             | North Las Vegas                    | 46,43  | 74,72  | 46     | Cheyenne Avenue                                                                          | |
| Clark                                                             | North Las Vegas                    | 48,41  | 77,91  | 48     | Craig Road                                                                               | |
| Clark                                                             | North Las Vegas                    | 50,13  | 80,68  | 50     | Lamb Boulevard                                                                           | |
| Clark                                                             | North Las Vegas                    | 52,00  | 83,69  | 52     | CC 215 ouest / Tropical Parkway                                                          | Pas de sortie en direction sud pour Tropical Parkway; échangeur en travaux; future I-215                                                                                                |
| Clark                                                             | North Las Vegas                    | 53,62  | 86,29  | 54     | Speedway Boulevard, Hollywood Boulevard                                                  | |
| Clark                                                             | North Las Vegas                    | 58,14  | 93,57  | 58     | SR 604 (en) sud (Las Vegas Boulevard) – Apex, Nellis AFB                                 | Ancienne US 91 / US 93 |
| Clark                                                             | North Las Vegas                    | 64,29  | 103,46 | 64     | US 93 nord (Great Basin Highway) – Ely                                                   | Terminus nord du multiplex avec US 93 |
| Clark                                                             | Limite Réserve Moapa River–Crystal | 75,67  | 121,78 | 75     | Valley of Fire, Lake Mead (Valley of Fire Highway)                                       | |
| Clark                                                             | Réserve Moapa River                | 80,76  | 129,97 | 80     | Ute                                                                                      | |
| Clark                                                             |                                    | 84,54  | 136,05 | 84     | Byron                                                                                    | |
| Clark                                                             |                                    | 88,68  | 142,72 | 88     | Hidden Valley Road – Hidden Valley                                                       | |
| Clark                                                             | Limite Glendale–Moapa              | 90,84  | 146,19 | 90     | SR 168 (en) ouest (Glendale–Moapa Road) – Glendale, Moapa                                | Sortie direction nord, entrée direction sud |
| Clark                                                             | Limite Glendale–Moapa              | 91,61  | 147,43 | 91     | Glendale, Moapa (Glendale Boulevard, Lewis Ranch Road)                                   | Pas d'entrée en direction sud |
| Clark                                                             | Moapa Valley                       | 93,89  | 151,10 | 93     | SR 169 (en) sud (Moapa Valley Boulevard) – Logandale, Overton                            | |
| Clark                                                             |                                    | 100,43 | 161,63 | 100    | Carp–Elgin Road – Carp, Elgin                                                            | |
| Clark                                                             | Mesquite                           | 112,01 | 180,26 | 112    | SR 170 (en) est (Riverside Road) – Riverside, Bunkerville                                | |
| Clark                                                             | Mesquite                           | 118,14 | 190,13 | 118    | Lower Flat Top Drive                                                                     | |
| Clark                                                             | Mesquite                           | 120,34 | 193,67 | 120    | Falcon Ridge Parkway, Mesquite Boulevard                                                 | |
| Clark                                                             | Mesquite                           | 122,90 | 197,79 | 122    | Pioneer Boulevard, Sandhill Boulevard                                                    | |
| Clark                                                             | Mesquite                           | 123,76 | 199,17 | —      | I-15 nord (Veterans Memorial Highway) – Salt Lake City                                   | Continue en Arizona |
| - Terminus de multiplex - Accès incomplet - Accès réservé aux HOV |                                    |        |        |        |                                                                                          | |

### Arizona
| Interstate 15 |              |       |       |        |                              |                        |
| Comté         | Municipalité | mi    | km    | Sortie | Intersections / Destinations | Notes                  |
| Mohave        |              | 0,00  | 0,00  |        | I-15 sud – Las Vegas         | Continue au Nevada     |
| Mohave        | Beaver Dam   | 8,61  | 13,86 | 8      | Beaver Dam, Littlefield      |                        |
| Mohave        | Beaver Dam   | 9,63  | 15,50 | 9      | Desert Springs               | Anciennement Farm Road |
| Mohave        |              | 18,35 | 29,53 | 18     | Cedar Pocket                 |                        |
| Mohave        | Black Rock   | 27,49 | 44,24 | 27     | Black Rock Road              |                        |
| Mohave        |              | 29,43 | 47,36 |        | I-15 nord – Salt Lake City   | Continue en Utah       |
|               |              |       |       |        |                              |                        |

### Utah
| Interstate 15                                                                          |                                               |        |        |                                          |                                                                               | |
| Comté                                                                                  | Municipalité                                  | mi     | km     | Sortie                                   | Intersections / Destinations                                                  | Notes |
| Washington                                                                             |                                               | 0,00   | 0,00   |                                          | I-15 sud – Las Vegas                                                          | Continue en Arizona |
| Washington                                                                             | Saint George                                  | 0,46   | 0,74   |                                          | Point d'entrée                                                                | |
| Washington                                                                             | Saint George                                  | 2,14   | 3,44   | 2                                        | SR 7 (en) est (Southern Parkway)                                              | |
| Washington                                                                             | Saint George                                  | 4,64   | 7,47   | 4                                        | Brigham Road                                                                  | |
| Washington                                                                             | Saint George                                  | 5,62   | 9,04   | 5                                        | Dixie Drive                                                                   | |
| Washington                                                                             | Saint George                                  | 6,31   | 10,15  | 6                                        | SR 18 (en) nord (Bluff Street)                                                | |
| Washington                                                                             | Saint George                                  | 8,65   | 13,92  | 8                                        | SR 34 (en) ouest (St. George Boulevard)                                       | |
| Washington                                                                             | Washington                                    | 10,91  | 17,56  | 10                                       | Green Springs Drive                                                           | |
| Washington                                                                             | Washington                                    |        |        |                                          | Main Street                                                                   | Travaux commencent en avril 2022 |
| Washington                                                                             | Washington                                    | 13,39  | 21,54  | 13                                       | Washington Parkway                                                            | |
| Washington                                                                             | Limite Washington–Hurricane                   | 15,89  | 25,57  | 16                                       | SR 9 (en) est (State Street)                                                  | |
| Washington                                                                             | Leeds                                         | 22,58  | 36,34  | 22                                       | SR 228 (en) nord (Main Street)                                                | Sortie direction nord, entrée direction sud |
| Washington                                                                             | Leeds                                         | 23,70  | 38,15  | 23                                       | SR 228 (en) (Silver Reef Road)                                                | Sortie direction sud, entrée direction nord |
| Washington                                                                             | Toquerville                                   | 27,47  | 44,21  | 27                                       | SR 17 (en) sud – Toquerville, Hurricane                                       | |
| Washington                                                                             | Toquerville                                   | 30,68  | 49,38  | 30                                       | Browse                                                                        | |
| Washington                                                                             |                                               | 31,86  | 51,28  | 31                                       | Pintura                                                                       | |
| Washington                                                                             |                                               | 33,44  | 53,81  | 33                                       | Snowfield                                                                     | |
| Washington                                                                             |                                               | 36,76  | 59,16  | 36                                       | Black Ridge                                                                   | |
| Washington                                                                             |                                               | 40,25  | 64,78  | 40                                       | Kolob Canyons                                                                 | |
| Washington                                                                             |                                               | 42,16  | 67,85  | 42                                       | New Harmony, Kanarraville                                                     | |
| Iron                                                                                   |                                               | 44,13  | 71,02  | Aire de service                          | Aire de service                                                               | Aire de service |
| Iron                                                                                   |                                               | 51,15  | 82,32  | 51                                       | Hamilton Fort, Kanarraville                                                   | |
| Iron                                                                                   | Cedar City                                    | 56,79  | 91,39  | 57                                       | SR 130 (en) (South Main Street) vers SR 14 (en) est                           | |
| Iron                                                                                   | Cedar City                                    | 58,84  | 94,69  | 59                                       | SR 56 (en) (200 Nord)                                                         | |
| Iron                                                                                   | Cedar City                                    | 62,50  | 100,58 | 62                                       | SR 130 (en) (North Main Street) vers SR 14 (en) est                           | |
| Iron                                                                                   |                                               | 70,26  | 113,08 | 71                                       | Summit, Enoch                                                                 | |
| Iron                                                                                   | Parowan                                       | 75,18  | 121,00 | 75                                       | SR 143 (en) (Silver Reef Road)                                                | |
| Iron                                                                                   | Parowan                                       | 77,80  | 125,21 | 78                                       | SR 274 (en) (Main Street) vers SR 143 (en) / SR 271 (en) – Parowan, Paragonah | |
| Iron                                                                                   |                                               | 82,25  | 132,37 | 82                                       | SR 271 (en) sud (Main Street) – Paragonah                                     | |
| Iron                                                                                   |                                               | 87,42  | 140,69 | Aire de service                          | Aire de service                                                               | Aire de service |
| Iron                                                                                   |                                               | 94,43  | 152,01 | 95                                       | SR 20 (en) vers US 89 – Panguitch, Circleville Kanab                          | |
| Iron                                                                                   |                                               | 99,69  | 160,44 | 100                                      | Fremont Road                                                                  | |
| Beaver                                                                                 | Beaver                                        | 108,75 | 175,01 | 109                                      | SR 160 (en) nord vers SR 21 (en) / SR 153 (en) – Beaver, Milford, Manderfield | |
| Beaver                                                                                 | Beaver                                        | 111,78 | 179,89 | 112                                      | SR 160 (en) sud vers SR 21 (en) / SR 153 (en) – Beaver, Milford, Manderfield  | |
| Beaver                                                                                 |                                               | 120,13 | 193,32 | 120                                      | Manderfield Road – Manderfield                                                | |
| Beaver                                                                                 |                                               | 129,44 | 208,31 | 129                                      | Sulphurdale                                                                   | |
| Millard                                                                                |                                               | 132,17 | 212,71 | 132                                      | I-70 est – Richfield, Denver                                                  | Terminus ouest de l'I-70 |
| Millard                                                                                |                                               | 134,88 | 217,06 | 135                                      | SR 161 (en) sud (Historic Cove Fort)                                          | |
| Millard                                                                                |                                               | 138,07 | 222,21 | 138                                      | Dog Valley                                                                    | |
| Millard                                                                                |                                               | 146,49 | 235,76 | 146                                      | Kanosh                                                                        | |
| Millard                                                                                | Meadow                                        | 158,27 | 254,70 | 158                                      | SR 133 (en) sud – Kanosh                                                      | |
| Millard                                                                                | Fillmore                                      | 163,37 | 262,92 | 163                                      | SR 99 (en) nord vers SR 100 (en) ouest – Fillmore                             | |
| Millard                                                                                | Fillmore                                      | 166,72 | 268,32 | 167                                      | SR 99 (en) sud vers SR 100 (en) ouest – Fillmore                              | |
| Millard                                                                                |                                               | 173,51 | 279,23 | 174                                      | SR 64 (en) vers US 50 – Delta, Holden                                         | |
| Millard                                                                                |                                               | 178,33 | 286,99 | 178                                      | US 50 ouest – Delta, Holden                                                   | Terminus sud du multiplex avec US 50 |
| Millard                                                                                |                                               | 183,64 | 295,54 | 184                                      | Tower Road                                                                    | |
| Millard                                                                                | Scipio                                        | 188,44 | 303,26 | 188                                      | US 50 est – Scipio                                                            | Terminus nord du multiplex avec US 50 |
| Juab                                                                                   |                                               | 202,19 | 325,39 | 202                                      | Yuba State Park                                                               | |
| Juab                                                                                   |                                               | 206,55 | 332,42 | 207                                      | SR 78 (en) est – Mills                                                        | |
| Juab                                                                                   | Nephi                                         | 222,81 | 358,58 | 222                                      | SR 28 (en) (South Main Street)                                                | |
| Juab                                                                                   | Nephi                                         | 225,25 | 362,50 | 225                                      | SR 132 (en) (100 North)                                                       | |
| Juab                                                                                   |                                               | 228,07 | 367,04 | 228                                      | SR 28 (en) sud – Nephi                                                        | |
| Juab                                                                                   | Mona                                          | 233,16 | 375,24 | 233                                      | SR 54 (en) sud – Mona                                                         | |
| Utah                                                                                   | Santaquin                                     | 242,45 | 390,18 | 242                                      | South Santaquin                                                               | |
| Utah                                                                                   | Santaquin                                     | 244,79 | 393,95 | 244                                      | US 6 ouest (East Main Street)                                                 | Terminus sud du multiplex avec US 6 |
| Utah                                                                                   | Payson                                        | 248,83 | 400,45 | 248                                      | SR 178 (en) est (800 South)                                                   | |
| Utah                                                                                   | Payson                                        | 250,92 | 403,82 | 250                                      | SR 115 (en) (Main Street)                                                     | |
| Utah                                                                                   | Salem                                         | 253,56 | 408,06 | 253                                      | SR 164 (en) (8000 South) – Spanish Fork, Benjamin                             | |
| Utah                                                                                   | Spanish Fork                                  | 257,25 | 414,00 | 257A                                     | SR 156 (en) sud (Main Street)                                                 | |
| Utah                                                                                   | Spanish Fork                                  | 257,67 | 414,67 | 257B                                     | US 6 est – Price                                                              | Terminus nord du multiplex avec US 6 |
| Utah                                                                                   | Springville                                   | 259,96 | 418,37 | 260                                      | SR 77 (en) (400 South)                                                        | |
| Utah                                                                                   | Springville                                   | 261,78 | 421,30 | 261                                      | SR 75 (en) est (1400 North)                                                   | |
| Utah                                                                                   | Provo                                         | 263,36 | 423,83 | 263                                      | US 189 nord (University Avenue)                                               | |
| Utah                                                                                   | Provo                                         | 265,36 | 427,06 | 265                                      | SR 114 (en) (Center Street)                                                   | |
| Utah                                                                                   | Orem                                          | 269,07 | 433,03 | 269                                      | SR 265 (en) (University Parkway)                                              | |
| Utah                                                                                   | Orem                                          | 270,66 | 435,59 | 271                                      | Center Street                                                                 | |
| Utah                                                                                   | Orem                                          | 271,67 | 437,21 | 272                                      | SR 52 (en) (800 North) vers US 189                                            | |
| Utah                                                                                   | Limite Orem–Lindon                            | 272,77 | 438,98 | 273                                      | SR 241 (en) (1600 North)                                                      | |
| Utah                                                                                   | Pleasant Grove                                | 275,28 | 443,02 | 275                                      | SR 135 (en) (Pleasant Grove Boulevard)                                        | |
| Utah                                                                                   | American Fork                                 | 276,44 | 444,88 | 276                                      | SR 180 (en) nord (500 East)                                                   | |
| Utah                                                                                   | American Fork                                 | 278,49 | 448,19 | 278                                      | SR 145 (en) (Main Street)                                                     | |
| Utah                                                                                   | Lehi                                          | 279,70 | 450,14 | 279                                      | SR 73 (en) (Main Street)                                                      | |
| Utah                                                                                   | Lehi                                          | 282,31 | 454,34 | 282                                      | US 89 sud (2100 North) vers SR 85 (en) ouest                                  | Terminus sud du multiplex avec US 89 |
| Utah                                                                                   | Lehi                                          | 282,93 | 455,33 | 283                                      | Triumph Boulevard                                                             | Pas de sortie en direction nord |
| Utah                                                                                   | Lehi                                          | 283,99 | 457,03 | 284                                      | SR 92 (en) (Timpanogos Highway) –Highland, Alpine                             | |
| Salt Lake                                                                              | Draper                                        | 288,27 | 463,93 | 288                                      | SR 140 (en) ouest (14600 South)                                               | |
| Salt Lake                                                                              | Draper                                        | 289,83 | 466,44 | 289                                      | SR 154 (en) (Bangerter Highway)                                               | |
| Salt Lake                                                                              | Draper                                        | 291,36 | 468,90 | 291                                      | US 89 nord / SR 71 (en) (12300 South)                                         | Terminus nord du multiplex avec US 89 |
| Salt Lake                                                                              | Draper                                        |        |        |                                          | US 89 nord (State Street) – Sandy                                             | Fermé |
| Salt Lake                                                                              | Tripoint Draper–Sandy–South Jordan            | 292,61 | 470,91 | 292                                      | SR 175 (en) (11400 South)                                                     | |
| Salt Lake                                                                              | Limite Sandy–South Jordan                     | 293,63 | 472,56 | 293                                      | SR 151 (en) (10600 South)                                                     | |
| Salt Lake                                                                              | Limite Sandy–South Jordan                     | 294,92 | 474,63 | 294A-C                                   | I-215 (Belt Route) / SR 48 (en) (7200 South)                                  | Sortie en direction nord via voies collectrices |
| Salt Lake                                                                              | Limite Sandy–South Jordan                     | 295,62 | 475,75 | 295                                      | SR 209 (en) (9000 South)                                                      | |
| Salt Lake                                                                              | Midvale                                       | 297,92 | 479,46 | 297 294A                                 | SR 48 (en) (7200 South)                                                       | Sortie en direction nord doit utiliser voies collectrices de sortie 294A                                                                                        |
| Salt Lake                                                                              | Murray                                        | 299,01 | 481,20 | 298 294B-C                               | I-215 (Belt Route)                                                            | Indiqué sortie 298A (est) et 298B (ouest) en direction sud; sortie en direction nord doit utiliser voies collectrices indiqué sortie 294B (est) et 294C (ouest) |
| Salt Lake                                                                              | Murray                                        | 300,30 | 483,29 | 300                                      | SR 173 (en) (5300 South)                                                      | |
| Salt Lake                                                                              | Murray                                        | 301,65 | 485,46 | 301                                      | SR 266 (en) (4500 South)                                                      | |
| Salt Lake                                                                              | South Salt Lake                               | 303,41 | 488,30 | 303                                      | SR 171 (en) (3300 South)                                                      | |
| Salt Lake                                                                              | South Salt Lake                               | 304,69 | 490,35 | 304                                      | I-80 est – Cheyenne                                                           | Terminus sud du multiplex avec I-80 |
| Salt Lake                                                                              | South Salt Lake                               | 305,23 | 491,22 | 305A                                     | SR 201 (en) ouest (2100 South Freeway) / 900 West – West Valley               | |
| Salt Lake                                                                              | South Salt Lake                               | 305,20 | 491,17 | 305B                                     | SR 201 (en) (2100 South)                                                      | |
| Salt Lake                                                                              | Salt Lake City                                | 306,32 | 492,97 | 305C                                     | 1300 South                                                                    | |
| Salt Lake                                                                              | Salt Lake City                                | 306,61 | 493,44 | 305D                                     | 900 South                                                                     | Sortie direction nord, entrée direction sud |
| Salt Lake                                                                              | Salt Lake City                                | 307,50 | 494,87 | 306                                      | 600 South                                                                     | Sortie direction nord, entrée direction sud |
| Salt Lake                                                                              | Salt Lake City                                | 307,74 | 495,26 | 307j                                     | 400 South                                                                     | Accès réservé aux HOV / péage; sortie direction nord, entrée direction sud                                                                                      |
| Salt Lake                                                                              | Salt Lake City                                | 307,74 | 495,26 | 307j                                     | 400 South                                                                     | Sortie direction sud, entrée direction nord |
| Salt Lake                                                                              | Salt Lake City                                | 308,08 | 495,81 | 308                                      | I-80 ouest – Aéroport international de Salt Lake City, Reno                   | Terminus nord du multiplex avec I-80 |
| Salt Lake                                                                              | Salt Lake City                                | 309,33 | 497,82 | 309                                      | SR 268 (en) est (600 North)                                                   | |
| Salt Lake                                                                              | Salt Lake City                                | 310,24 | 499,28 | 310                                      | 1000 North                                                                    | Pas de sortie direction nord |
| Salt Lake                                                                              | Salt Lake City                                | 311,79 | 501,78 | 311                                      | 2300 North                                                                    | |
| Limite Salt Lake–Davis                                                                 | Limite Salt Lake City–North Salt Lake         | 313,13 | 503,93 | 312                                      | US 89 sud (Beck Street)                                                       | |
| Davis                                                                                  | North Salt Lake                               | 313,28 | 504,17 | 313                                      | I-215 sud (Belt Route) – Aéroport international de Salt Lake City             | Sortie direction sud, entrée direction nord |
| Davis                                                                                  | North Salt Lake                               | 314,30 | 505,82 | 314                                      | Center Street                                                                 | Sortie direction sud seulement |
| Davis                                                                                  | Limite North Salt Lake–Woods Cross            | 315,24 | 507,33 | 315                                      | SR 93 (en) (2600 South)                                                       | |
| Davis                                                                                  | Tripoint Woods Cross–Bountiful–West Bountiful | 316,87 | 509,95 | 316                                      | SR 68 (en) (500 South)                                                        | |
| Davis                                                                                  | West Bountiful                                | 317,56 | 511,06 | 317                                      | SR 106 (en) est (400 North)                                                   | Sortie direction nord, entrée direction sud |
| Davis                                                                                  | Limite West Bountiful–Bountiful               | 318,02 | 511,81 | 317                                      | US 89 sud (500 West)                                                          | Terminus sud du multiplex avec US 89; sortie à gauche en direction sud et entrée à gauche en direction nord                                                     |
| Davis                                                                                  | Centerville                                   | 319,51 | 514,21 | 319                                      | SR 105 (en) (Parrish Lane)                                                    | |
| Davis                                                                                  | Farmington                                    |        |        |                                          | West Davis Corridor                                                           | En construction |
| Davis                                                                                  | Farmington                                    | 322,92 | 519,68 | 322                                      | SR 227 (en) nord (200 West)                                                   | Sortie direction nord, entrée direction sud |
| Davis                                                                                  | Farmington                                    | 324,03 | 521,47 | 324                                      | US 89 nord vers I-84 est – South Ogden                                        | Terminus nord du multiplex avec US 89; sortie direction nord, entrée direction sud                                                                              |
| Davis                                                                                  | Farmington                                    | 324,24 | 521,82 | 324                                      | SR 67 (en) (Legacy Parkway)                                                   | Sortie direction sud, entrée direction nord |
| Davis                                                                                  | Farmington                                    | 324,74 | 522,62 | 325                                      | SR 225 (en) (Park Lane)                                                       | Accès direction nord via sortie 324 |
| Davis                                                                                  | Kaysville                                     | 328,64 | 528,90 | 328                                      | SR 273 (en) (200 North)                                                       | |
| Davis                                                                                  | Layton                                        | 330,02 | 531,11 | 330                                      | SR 126 (en) nord (Layton Parkway)                                             | |
| Davis                                                                                  | Layton                                        | 331,59 | 533,64 | 331                                      | SR 232 (en) (Hill Field Road)                                                 | |
| Davis                                                                                  | Layton                                        | 332,88 | 535,72 | 332                                      | SR 108 (en) (Antelope Drive)                                                  | |
| Davis                                                                                  | Clearfield                                    | 334,07 | 537,63 | 334                                      | SR 193 (en) (700 South)                                                       | |
| Davis                                                                                  | Clearfield                                    | 335,80 | 540,42 | 335                                      | SR 103 (en) (650 North)                                                       | |
| Weber                                                                                  | Roy                                           | 338,45 | 544,68 | 338                                      | SR 97 (en) (5600 South)                                                       | |
| Weber                                                                                  | Riverdale                                     | 339,13 | 545,78 | 339                                      | SR 26 (en) (Riverdale Road) vers I-84 est – Cheyenne                          | Sortie direction nord, entrée direction sud |
| Weber                                                                                  | Riverdale                                     | 340,23 | 547,54 | 340                                      | I-84 est – Cheyenne                                                           | Terminus sud du multiplex avec I-84; accès en direction nord via sortie 339                                                                                     |
| Weber                                                                                  | Ogden                                         | 341,95 | 550,31 | 341                                      | SR 79 (en) (31st Street)                                                      | |
| Weber                                                                                  | Ogden                                         | 343,07 | 552,11 | 342                                      | SR 53 (en) (24th Street)                                                      | Sortie direction nord, entrée direction sud |
| Weber                                                                                  | West Haven                                    | 343,85 | 553,38 | 343                                      | SR 104 (en) (21st Street)                                                     | |
| Weber                                                                                  | Marriott-Slaterville                          | 344,97 | 555,17 | 344                                      | SR 39 (en) (12th Street)                                                      | |
| Weber                                                                                  | Marriott-Slaterville                          | 346,73 | 558,00 | 346                                      | 400 North                                                                     | |
| Weber                                                                                  | Farr West                                     | 349,36 | 562,24 | 349                                      | SR 134 (en) (2700 North)                                                      | |
| Box Elder                                                                              |                                               | 351,85 | 566,25 | 351                                      | SR 126 (en) (2000 West) vers US 89 – Willard, Pleasant View                   | |
| Box Elder                                                                              | Willard                                       | 357,55 | 575,43 | 357                                      | SR 315 (en) (750 North)                                                       | |
| Box Elder                                                                              | Willard                                       | 358,57 | 577,06 | Port d'entrée                            | Port d'entrée                                                                 | Port d'entrée |
| Box Elder                                                                              | Perry                                         | 360,54 | 580,24 | Aire de repos (direction nord seulement) | Aire de repos (direction nord seulement)                                      | Aire de repos (direction nord seulement) |
| Box Elder                                                                              | Brigham City                                  | 362,02 | 582,62 | 362                                      | US 91 (1100 South) vers US 89                                                 | |
| Box Elder                                                                              | Brigham City                                  | 363,74 | 585,38 | 363                                      | Forest Street                                                                 | |
| Box Elder                                                                              | Brigham City                                  | 365,51 | 588,23 | 365                                      | SR 13 (en) (900 North Street)                                                 | |
| Box Elder                                                                              |                                               | 366,56 | 589,92 | Aire de repos (direction sud seulement)  | Aire de repos (direction sud seulement)                                       | Aire de repos (direction sud seulement) |
| Box Elder                                                                              | Honeyville                                    | 372,73 | 599,86 | 372                                      | SR 240 (en) vers SR 13 (en) – Honeyville, Bear River                          | |
| Box Elder                                                                              | Elwood                                        | 376,53 | 605,97 | 376                                      | SR 13 (en) – Garland, Bear River                                              | |
| Box Elder                                                                              | Tremonton                                     | 379,33 | 610,48 | 379                                      | I-84 ouest – Boise                                                            | Terminus nord du multiplex avec I-84 |
| Box Elder                                                                              | Tremonton                                     | 381,04 | 613,22 | 381                                      | West 1000 Street – Garland                                                    | |
| Box Elder                                                                              |                                               | 385,27 | 620,26 | 385                                      | SR 30 (en) est – Riverside, Logan                                             | |
| Box Elder                                                                              |                                               | 392,39 | 631,49 | 392                                      | SR 13 (en) sud – Plymouth                                                     | |
| Box Elder                                                                              |                                               | 398,82 | 641,83 | 398                                      | Portage                                                                       | |
| Box Elder                                                                              |                                               | 400,59 | 644,69 |                                          | I-15 nord – Pocatello                                                         | Continue en Idaho |
| - Terminus de multiplex - Accès incomplet - Accès réservé aux HOV - Non-ouvert - Fermé |                                               |        |        |                                          |                                                                               | |

### Idaho
| Interstate 15                             |               |        |        |                      |                                                                                   |                                                                      |
| Comté                                     | Municipalité  | mi     | km     | Sortie               | Intersections / Destinations                                                      | Notes                                                                |
| Oneida                                    |               | 0,00   | 0,00   |                      | I-15 sud – Salt Lake City                                                         | Continue en Utah                                                     |
| Oneida                                    | Woodruff      | 2,54   | 4,09   | 3                    | Woodruff Road – Woodruff, Samaria                                                 |                                                                      |
| Oneida                                    | Malad City    | 12,89  | 20,74  | 13                   | SH 38 (en) ouest – Malad City                                                     |                                                                      |
| Oneida                                    |               | 16,55  | 26,63  | 17                   | SH 36 (en) est (Deep Creek Road) – Weston, Preston                                |                                                                      |
| Oneida                                    |               | 21,52  | 34,64  | 22                   | Colton Lane – Devil Creek Reservoir                                               |                                                                      |
| Bannock                                   |               | 30,88  | 49,70  | 31                   | SH 40 (en) est (Woodland Road) – Downey, Preston                                  |                                                                      |
| Bannock                                   | Virginia      | 35,90  | 57,78  | 36                   | US 91 sud – Downey, Preston                                                       | Terminus sud du multiplex avec US 91                                 |
| Bannock                                   | Arimo         | 40,46  | 65,12  | 40                   | Arimo Road – Arimo                                                                |                                                                      |
| Bannock                                   |               | 44,08  | 70,93  | 44                   | Jensen Road – McCammon                                                            |                                                                      |
| Bannock                                   | McCammon      | 47,16  | 75,90  | 47                   | US 30 est – McCammon, Lava Hot Springs, Soda Springs, Montpelier                  | Terminus sud du multiplex avec US 30                                 |
| Bannock                                   | Inkom         | 56,65  | 91,16  | 57                   | Old Highway 30 – Inkom                                                            | Sortie direction nord, entrée direction sud                          |
| Bannock                                   | Inkom         | 57,69  | 92,85  | 58                   | Old Highway 30 – Inkom                                                            | Sortie direction sud, entrée direction nord                          |
| Bannock                                   | Portneuf      | 63,04  | 101,45 | 63                   | Portneuf Road – Portneuf                                                          |                                                                      |
| Bannock                                   | Pocatello     | 66,81  | 107,51 | 67                   | US 30 ouest / US 91 nord (Fifth Avenue)                                           | Terminus nord des multiplex avec US 30 et US 91                      |
| Bannock                                   | Pocatello     | 69,40  | 111,68 | 69                   | Clark Street                                                                      |                                                                      |
| Bannock                                   | Pocatello     | 71,00  | 114,26 | 71                   | Pocatello Creek Road – Pocatello                                                  |                                                                      |
| Bannock                                   | Chubbuck      | 72,12  | 116,07 | 72                   | I-86 ouest – Chubbuck, Twin Falls                                                 | Terminus est de l'I-86; sortie 63A-B de l'I-86; ancienne I-15W       |
| Bannock                                   | Chubbuck      | 73,48  | 118,26 | 73                   | Northgate Parkway, New Day Parkway                                                |                                                                      |
| Limite Bannock–Bingham                    |               | 79,90  | 128,59 | 80                   | Ross Fork Road – Fort Hall                                                        |                                                                      |
| Bingham                                   |               | 88,76  | 142,85 | 89                   | US 91 – Blackfoot                                                                 |                                                                      |
| Bingham                                   | Blackfoot     | 92,53  | 148,91 | 93                   | US 26 ouest / SH 39 (en) – Blackfoot, Arco, Aberdeen                              | Terminus sud du multiplex avec US 26                                 |
| Bingham                                   | Rose          | 97,68  | 157,20 | 98                   | Lambert Road – Rose, Firth                                                        |                                                                      |
| Bingham                                   |               | 107,99 | 173,79 | 108                  | River Road – Shelley                                                              |                                                                      |
| Bonneville                                | Woodville     | 113,21 | 182,20 | 113                  | Shelley                                                                           | Indiqué "Sortie 113" en direction nord                               |
| Bonneville                                | Idaho Falls   | 115,89 | 186,51 | 116                  | US 26 est (Sunnyside Road) – Ammon, Jackson                                       | Terminus nord du multiplex avec US 26                                |
| Bonneville                                | Idaho Falls   | 118,54 | 190,78 | 118                  | US 20 ouest (Broadway Street) – Centre-ville, Arco                                | Terminus sud du multiplex avec US 20                                 |
| Bonneville                                | Idaho Falls   | 119,10 | 191,67 | 119                  | US 20 est – Rigby, West Yellowstone, Aéroport régional d'Idaho Falls, Idaho Falls | Terminus nord du multiplex avec US 20                                |
| Bonneville                                |               | 127,53 | 205,23 | 128                  | Osgood Road – Osgood                                                              |                                                                      |
| Jefferson                                 | Roberts       | 134,57 | 216,57 | 135                  | SH 48 (en) est – Roberts, Rigby                                                   |                                                                      |
| Jefferson                                 | Sage Junction | 143,00 | 230,14 | 143                  | SH 33 (en) / Poste de pesée – Rexburg, Salmon, Mud Lake                           | Indiqué séparément en direction sud (poste de pesée) et (sortie 143) |
| Jefferson                                 | Hamer         | 149,61 | 240,77 | 150                  | Hamer Road – Hamer                                                                |                                                                      |
| Clark                                     | Dubois        | 167,04 | 268,82 | 167                  | SH 22 (en) ouest – Dubois                                                         |                                                                      |
| Clark                                     |               | 171,97 | 276,77 | 172                  | Sheep State Road                                                                  |                                                                      |
| Clark                                     | Spencer       | 180,39 | 290,31 | 180                  | Spencer Road – Spencer                                                            |                                                                      |
| Clark                                     |               | 184,41 | 296,77 | 184                  | Stoddard Creek Road – Stoddard Creek                                              |                                                                      |
| Clark                                     | Humphrey      | 189,86 | 305,55 | 190                  | Humphrey Road – Humphrey                                                          |                                                                      |
| Col de Monida                             | Col de Monida | 196,00 | 315,43 | Limite Idaho–Montana | Limite Idaho–Montana                                                              | Limite Idaho–Montana                                                 |
| Col de Monida                             | Col de Monida | 196,00 | 315,43 |                      | I-15 nord – Butte                                                                 | Continue au Montana                                                  |
| - Terminus de multiplex - Accès incomplet |               |        |        |                      |                                                                                   |                                                                      |

### Montana
| Interstate 15                             |               |        |        |                                                                  |                                                                  |                                                                  |
| Comté                                     | Municipalité  | mi     | km     | Sortie                                                           | Intersections / Destinations                                     | Notes                                                            |
| Col de Monida                             | Col de Monida | 0,00   | 0,00   |                                                                  | I-15 sud – Idaho Falls                                           | Continue en Idaho                                                |
| Col de Monida                             | Col de Monida | 0,51   | 0,82   | 0                                                                | S-509 (en) – Monida                                              |                                                                  |
| Beaverhead                                |               | 9,54   | 15,36  | 9                                                                | Snowline Stock Lane                                              |                                                                  |
| Beaverhead                                | Lima          | 15,19  | 24,44  | 15                                                               | Lima                                                             |                                                                  |
| Beaverhead                                | Dell          | 23,83  | 38,35  | 23                                                               | Dell                                                             |                                                                  |
| Beaverhead                                |               | 29,61  | 47,65  | 29                                                               | Kidd                                                             |                                                                  |
| Beaverhead                                |               | 37,35  | 60,11  | 37                                                               | Red Rock                                                         |                                                                  |
| Beaverhead                                |               | 44,45  | 71,54  | 44                                                               | S-324 (en) ouest – Clark Canyon Reservoir                        |                                                                  |
| Beaverhead                                |               | 51,20  | 82,40  | 51                                                               | Dalys                                                            | Sortie direction sud, entrée direction nord                      |
| Beaverhead                                |               | 52,61  | 84,67  | 52                                                               | Grasshopper Creek                                                |                                                                  |
| Beaverhead                                |               | 56,03  | 90,17  | 56                                                               | Barretts                                                         |                                                                  |
| Beaverhead                                |               | 59,70  | 96,08  | 59                                                               | S-278 (en) ouest / S-222 (en) – Jackson, Wisdom                  |                                                                  |
| Beaverhead                                | Dillon        | 62,44  | 100,49 | 62                                                               | South Atlantic Street – Dillon                                   |                                                                  |
| Beaverhead                                | Dillon        | 63,81  | 102,70 | 63                                                               | MT 41 (en) – Dillon                                              |                                                                  |
| Beaverhead                                |               | 75,05  | 120,78 | 74                                                               | Apex, Birch Creek                                                |                                                                  |
| Beaverhead                                |               | 85,27  | 137,23 | 85                                                               | Glen                                                             |                                                                  |
| Madison                                   |               | 93,19  | 149,97 | 93                                                               | Frontage Road / Cam Creek Road – Melrose                         |                                                                  |
| Silver Bow                                | Butte         | 99,27  | 159,75 | 99                                                               | Moose Creek Road                                                 |                                                                  |
| Silver Bow                                | Butte         | 102,52 | 164,98 | 102                                                              | MT 43 (en) – Wisdom                                              |                                                                  |
| Silver Bow                                | Butte         | 111,27 | 179,07 | 111                                                              | Feely                                                            |                                                                  |
| Silver Bow                                | Butte         | 116,36 | 187,27 | 116                                                              | Buxton                                                           |                                                                  |
| Silver Bow                                | Butte         | 119,97 | 193,07 | 119                                                              | Hub Access – Silver Bow                                          |                                                                  |
| Silver Bow                                | Butte         | 121,46 | 195,47 | 121                                                              | I-90 ouest – Missoula                                            | Terminus sud du multiplex avec I-90; sortie 219 de l'I-90        |
| Silver Bow                                | Butte         | 122,49 | 197,13 | 122                                                              | Rocker                                                           |                                                                  |
| Silver Bow                                | Butte         | 124,32 | 200,17 | 124                                                              | I-115 est – Centre-ville                                         | Sortie direction nord, entrée direction sud                      |
| Silver Bow                                | Butte         | 126,34 | 203,34 | 126                                                              | Montana Street                                                   |                                                                  |
| Silver Bow                                | Butte         | 127,96 | 205,93 | 127                                                              | Harrison Avenue                                                  |                                                                  |
| Silver Bow                                | Butte         | 129,50 | 208,41 | 129                                                              | I-90 est – Bozeman                                               | Terminus nord du multiplex avec I-90; sortie 227 de l'I-90       |
| Jefferson                                 |               | 134,06 | 215,75 | 134                                                              | Woodville                                                        |                                                                  |
| Jefferson                                 |               | 138,70 | 223,31 | 138                                                              | Elk Park                                                         |                                                                  |
| Jefferson                                 |               | 151,23 | 243,38 | 151                                                              | Bernice                                                          |                                                                  |
| Jefferson                                 |               | 156,39 | 251,69 | 156                                                              | Basin                                                            |                                                                  |
| Jefferson                                 |               | 159,83 | 257,22 | 160                                                              | High Ore Road                                                    |                                                                  |
| Jefferson                                 |               | 164,41 | 264,59 | 164                                                              | MT 69 (en) – Boulder                                             |                                                                  |
| Jefferson                                 |               | 175,58 | 282,56 | 176                                                              | Jefferson City                                                   |                                                                  |
| Jefferson                                 |               | 181,58 | 292,22 | 182                                                              | Clancy                                                           |                                                                  |
| Jefferson                                 |               | 187,16 | 301,21 | 187                                                              | S-518 (en) – Montana City                                        |                                                                  |
| Lewis et Clark                            | Helena        | 189,99 | 305,75 | 190                                                              | South Helena, Nob Hill                                           |                                                                  |
| Lewis et Clark                            | Helena        | 191,61 | 308,35 | 192                                                              | US 12 / US 287 sud – Townsend, Capitole                          | Terminus sud du multiplex avec US 287                            |
| Lewis et Clark                            | Helena        | 192,77 | 310,24 | 193                                                              | Cedar Street                                                     |                                                                  |
| Lewis et Clark                            | Helena        | 193,47 | 311,36 | 194                                                              | Custer Avenue                                                    |                                                                  |
| Lewis et Clark                            | Helena        | 199,54 | 321,12 | 200                                                              | S-279 (en) / S-453 (en) (Lincoln Road)                           |                                                                  |
| Lewis et Clark                            |               | 208,57 | 335,67 | 209                                                              | Gates of the Mountains                                           |                                                                  |
| Lewis et Clark                            |               | 215,44 | 346,72 | 216                                                              | Sieben                                                           |                                                                  |
| Lewis et Clark                            |               | 218,67 | 351,91 | 219                                                              | Spring Creek                                                     | Sortie direction nord, entrée direction sud                      |
| Lewis et Clark                            |               | 226,22 | 364,07 | 226                                                              | S-434 (en) – Wolf Creek                                          |                                                                  |
| Lewis et Clark                            |               | 228,02 | 366,97 | 228                                                              | US 287 nord – Augusta, Choteau                                   | Terminus nord du multiplex avec US 287                           |
| Lewis et Clark                            |               | 233,70 | 376,10 | 234                                                              | Craig                                                            |                                                                  |
| Cascade                                   |               | 239,82 | 385,95 | 240                                                              | Dearborn                                                         |                                                                  |
| Cascade                                   |               | 243,53 | 391,93 | 244                                                              | Canyon Access                                                    |                                                                  |
| Cascade                                   |               | 246,81 | 397,20 | 247                                                              | Hardy Creek                                                      |                                                                  |
| Cascade                                   |               | 249,53 | 401,58 | 250                                                              | Old US 91                                                        |                                                                  |
| Cascade                                   |               | 254,04 | 408,84 | 254                                                              | MT 68 (en) – Cascade                                             |                                                                  |
| Cascade                                   |               | 255,56 | 411,28 | 256                                                              | MT 68 (en) – Cascade                                             |                                                                  |
| Cascade                                   |               | 269,50 | 433,71 | 270                                                              | S-330 (en) – Ulm                                                 |                                                                  |
| Cascade                                   | Great Falls   | 276,89 | 445,61 | 277                                                              | Aéroport international de Great Falls                            |                                                                  |
| Cascade                                   | Great Falls   | 278,06 | 447,50 | 278                                                              | US 89 sud / MT 200 (en) est (10th Avenue Sud)                    | Terminus sud du multiplex avec US 89 / MT 200                    |
| Cascade                                   | Great Falls   | 279,65 | 450,06 | 280                                                              | Central Avenue Ouest vers US 87 nord                             |                                                                  |
| Cascade                                   | Great Falls   | 281,63 | 453,24 | 282                                                              | Northwest Bypass vers US 87 nord                                 | Sortie direction sud, entrée direction nord                      |
| Cascade                                   |               | 285,51 | 459,48 | 286                                                              | Manchester                                                       |                                                                  |
| Cascade                                   |               | 289,61 | 466,08 | 290                                                              | US 89 nord / MT 200 (en) ouest – Missoula, Choteau               | Terminus nord du multiplex avec US 89 / MT 200                   |
| Cascade                                   |               | 296,75 | 477,58 | 297                                                              | Gordon                                                           |                                                                  |
| Teton                                     |               | 301,53 | 485,26 | 302                                                              | S-431 (en) – Power                                               |                                                                  |
| Teton                                     |               | 311,67 | 501,59 | 313                                                              | S-221 (en) / S-379 (en) – Dutton, Choteau                        |                                                                  |
| Teton                                     |               | 319,48 | 514,13 | 321                                                              | Collins Road                                                     |                                                                  |
| Pondera                                   |               | 326,13 | 524,85 | 328                                                              | S-365 (en) – Brady                                               |                                                                  |
| Pondera                                   |               | 333,51 | 536,73 | 335                                                              | Midway Road – Conrad                                             |                                                                  |
| Pondera                                   | Conrad        | 337,36 | 542,93 | 339                                                              | Conrad                                                           |                                                                  |
| Pondera                                   |               | 343,25 | 552,40 | 345                                                              | S-366 (en) (Ledger Road) – Tiber Dam                             |                                                                  |
| Pondera                                   |               | 346,25 | 557,24 | 348                                                              | MT 44 (en) (Valier Road)                                         |                                                                  |
| Pondera                                   |               | 350,26 | 563,69 | 352                                                              | Bullhead Road                                                    |                                                                  |
| Toole                                     |               | 356,79 | 574,20 | 358                                                              | Golf Course Road, Marias Valley Road                             |                                                                  |
| Toole                                     | Shelby        | 361,35 | 581,54 | 363                                                              | US 2 – Shelby, Cut Bank                                          |                                                                  |
| Toole                                     |               | 362,60 | 583,55 | 364                                                              | Oilfield Avenue – Shelby                                         |                                                                  |
| Toole                                     |               | 367,12 | 590,82 | 369                                                              | Bronken Road                                                     |                                                                  |
| Toole                                     |               | 371,11 | 597,25 | 373                                                              | Potter Road                                                      |                                                                  |
| Toole                                     |               | 377,12 | 606,92 | 379                                                              | S-215 (en) / S-343 (en) – Kevin, Oilmont                         |                                                                  |
| Toole                                     |               | 383,13 | 616,59 | 385                                                              | Swayze Road                                                      |                                                                  |
| Toole                                     | Sunburst      | 387,68 | 623,91 | 389                                                              | S-552 (en) – Sunburst                                            |                                                                  |
| Toole                                     |               | 391,93 | 630,75 | 394                                                              | Ranch Access                                                     |                                                                  |
| Toole                                     | Sweet Grass   | 395,77 | 636,93 | 397                                                              | Sweetgrass                                                       |                                                                  |
| Toole                                     | Sweet Grass   | 396,03 | 637,35 | Poste frontalier Sweetgrass-Coutts ; frontière canado-américaine | Poste frontalier Sweetgrass-Coutts ; frontière canado-américaine | Poste frontalier Sweetgrass-Coutts ; frontière canado-américaine |
| Toole                                     | Sweet Grass   | 396,03 | 637,35 |                                                                  | Hwy 4 nord – Lethbridge                                          | Continue en Alberta                                              |
| - Terminus de multiplex - Accès incomplet |               |        |        |                                                                  |                                                                  |                                                                  |

## Autoroutes reliées

### Californie
- Interstate 215

### Nevada
- Interstate 215

### Utah
- Interstate 215

### Montana
- Interstate 115
- Interstate 315